# Shahrestān di Takab
Lo shahrestān di Takab (farsi شهرستان تکاب) è uno dei 17 shahrestān dell'Azarbaijan occidentale, in Iran. Il capoluogo è Takab. Lo shahrestān è suddiviso in 2 circoscrizioni (bakhsh): 
- Centrale (بخش مرکزی)
- Takht-e Soleyman (بخش تخت سلیمان)